# Early Stone Age
Early Stone Age is de benaming voor het vroegste gedeelte van het stenen tijdperk in Afrika. De driedeling van het Afrikaanse stenen tijdperk in Early, Middle en Late Stone Age werd oorspronkelijk geformuleerd voor Zuid-Afrika in 1929, en later uitgebreid tot de rest van Afrika. De Early Stone Age duurde van ongeveer 2,5 miljoen tot 130.000 jaar geleden, en omvat de archeologische culturen het Oldowan en het Acheuléen. Buiten Afrika begon het Vroegpaleolithicum pas na de migratie uit Afrika van Homo erectus, ongeveer 1,8 miljoen jaar geleden in West-Azië en ongeveer 1,1 miljoen jaar geleden in Europa. De Early Stone Age werd in Afrika opgevolgd door de Middle Stone Age.

## Oldowan
Het Oldowan markeert de oudste fase van de Early Stone Age. De naam gaat terug naar de gelijknamige site in de Olduvaikloof, die in de jaren zestig en zeventig van de 20e eeuw door Mary Leakey en Louis Leakey werd opgegraven. Net als de term Early Stone Age wordt de term Oldowan alleen gebruikt voor Afrikaanse sites, hoewel er ook in andere delen van de wereld vroege chopper-industrieën van tot 1,8 miljoen jaar oud gevonden zijn. Het belangrijkste verspreidingsgebied van het Oldowan is Oost-Afrika.
Het Oldowan wordt onderverdeeld in verschillende periodes:
- Vroeg Oldowan (ongeveer 2,6 tot 2 miljoen jaar BP)
- Klassiek Oldowan (ongeveer 2,0 tot 1,7 miljoen jaar BP)
- Gevorderd Oldowan (ongeveer 1,7 miljoen jaar BP)

Het onderscheid tussen deze drie fasen is op basis van de werktuigvormen, die in deze tijd nog steeds werden gemaakt met de directe harde-slagtechniek. Vroeg- en klassiek Oldowan worden nog gekenmerkt door zogenaamde pebble tools zoals de chopper of de chopping tool, terwijl in het ontwikkelde Oldowan al de eerste tweezijdig bewerkte gereedschappen (proto-vuistbijlen) voorkomen. Hoe later in het Oldowan des te vaker vindt men ook afslag-industrieën, waarbij gereedschappen niet langer worden gemaakt uit de kernsteen, maar uit de afslagen.

## Acheuléen
Het Afrikaanse Acheuléen dateert van ongeveer 1,7 tot 0,3 miljoen jaar BP. Het begint met het Upper Bed II van de Olduvaikloof, waar de eerste vuistbijlen worden gevonden. Het belangrijkste kenmerk van dit tijdperk is het voorkomen van deze vuistbijlen en andere zogenaamde large cutting tools (LCT's, grote snijgereedschappen). Deze omvatten bijvoorbeeld ovates (ovale vuistbijlen), picks (stevige, gepunte driezijdige werktuigen) en cleavers (wiggen met een stompe zijde en horizontale snijkant). Kenmerkend voor het Acheuléen is ook de introductie van de zachte slag-techniek, een steenbewerking waarbij een zachter, organisch materiaal tussen de slagsteen en de te bewerken steen geplaatst werd. Dit resulteerde in een fijnere, minder harde bewerking van de steen.